# 33e jaarlijkse conferentie van de G8
De 33e topconferentie van de G8 vond plaats van 6 tot 8 juni 2007 in het Duitse Heiligendamm. Op de agenda stonden onder andere de bescherming van intellectueel eigendom en klimaatverandering. Dit laatste thema werd door bondskanselier Merkel van het gastland Duitsland tot belangrijkste agendapunt benoemd. Daarnaast kwamen de Kosovo-kwestie, het Amerikaanse raketafweersysteem en de armoede in Afrika ter sprake. In de marge van de topconferentie vonden er grootschalige protesten van milieuorganisaties en andersglobalisten plaats.

## Locatie

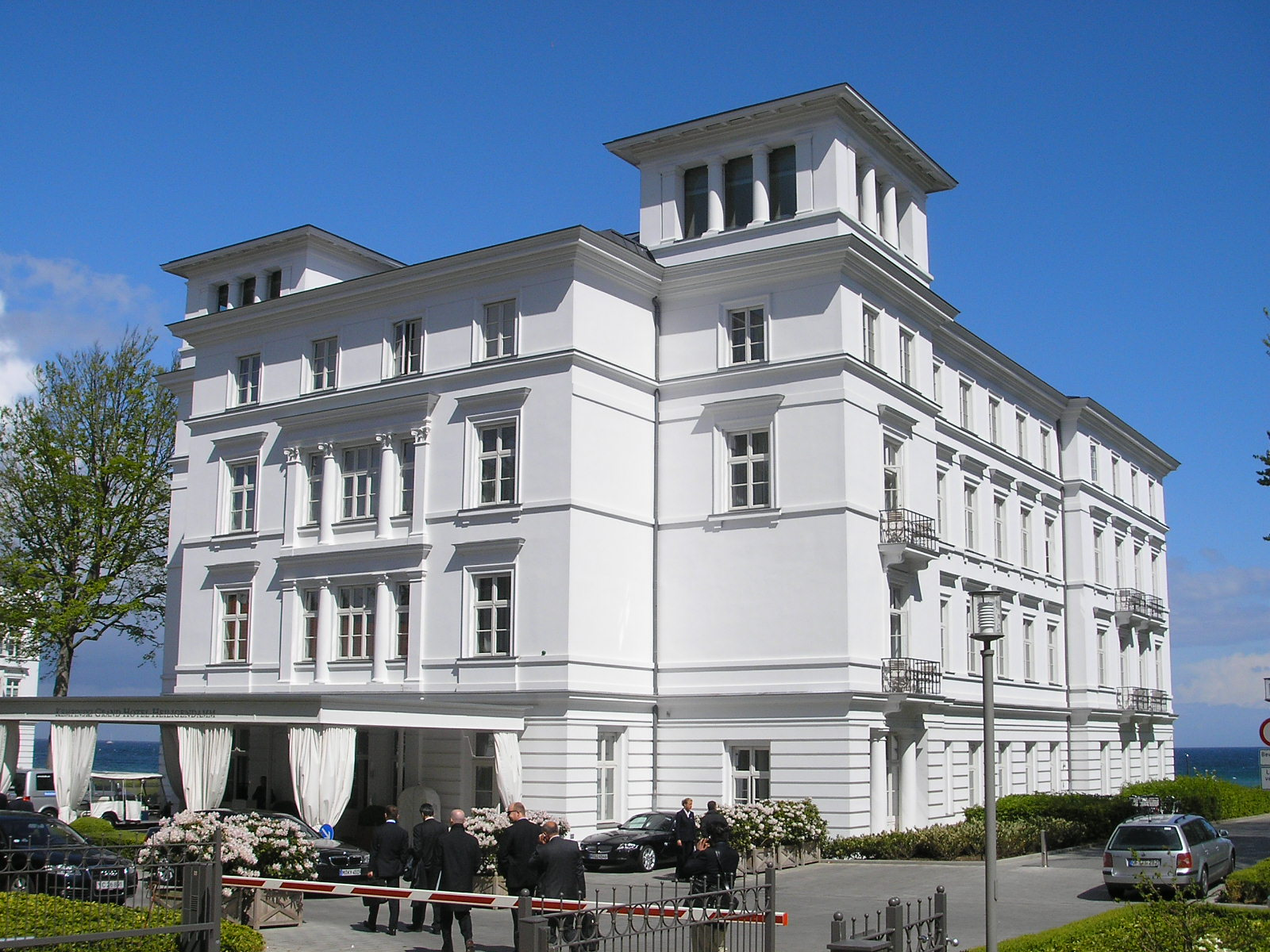
Het Kempinski Grand Hotel te Heiligendamm.

De top vond plaats in het het Duitse kustplaatsje Heiligendamm, nabij Bad Doberan. Heiligendamm is het oudste vakantieoord aan de Duitse kust. Onder anderen de Russische keizerlijke dynastie vierde hier vakantie. De villa van de familie werd echter gesloopt om plaats te maken voor een mediacentrum, tot ongenoegen van de lokale bevolking. Heiligendamm werd als locatie voor deze bijeenkomst van de G8-landen gekozen omwille van haar relatief geïsoleerde ligging. Op deze manier hoopten de organisatoren zich beter te kunnen voorbereiden op verwachte protesten, zoals die bij de vorige edities in Gleneagles en Sint-Petersburg hadden plaatsgevonden.

## Afgevaardigden

### Vertegenwoordigers van deG8-landen
- Canada
  - Minister-president Stephen Harper
- Frankrijk
  - President Nicolas Sarkozy
- Duitsland
  - Bondskanselier Angela Merkel
- Italië
  - Eerste minister Romano Prodi
- Japan
  - Minister-president Shinzo Abe
- Rusland
  - President Vladimir Poetin
- Verenigd Koninkrijk
  - Eerste minister Tony Blair
- Verenigde Staten
  - President George W. Bush
- Waarnemer van de Europese Unie

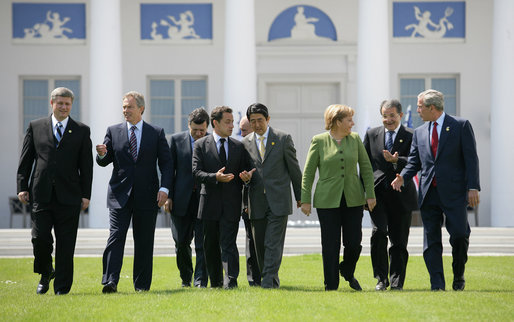
Een groepsfoto van de aanwezige staatsleiders.

  - Voorzitter van de Europese Commissie José Manuel Barroso

### Vertegenwoordigers van deG8+5-landen
- Brazilië
  - President Luiz Inácio Lula da Silva
- India
  - Minister-president Manmohan Singh
- Mexico
  - President Felipe Calderón
- China
  - President Hu Jintao
- Zuid-Afrika
  - President Thabo Mbeki

## Agenda
Op de agenda voor de conferentie stonden onder andere thema's zoals de bestrijding van de armoede in Afrika en de milieuproblematiek. Daarnaast kwamen ook de Kosovo-kwestie en de plannen van de Verenigde Staten voor de bouw van een rakettenschild aan bod.
- Milieu: Ondanks de aanvankelijk terughoudende houding van president Bush ten aanzien van dit thema, kwamen de leiders toch tot een akkoord om de uitstoot van broeikasgassen aanzienlijk te verminderen, zonder evenwel concrete cijfers aan deze afspraak te verbinden.[3] Concreet betreft het akkoord een niet bindende overeenkomst van de landen om inspanningen te leveren om de uitstoot van broeikasgassen tegen 2050 ruim te halveren.[4] Daarnaast bevat het akkoord ook een uitnodiging die andere economische groeimachten, zoals China en India moet aansporen om gelijkaardige doelstellingen voorop te stellen. Ook verwijst het akkoord naar de mogelijkheid voor landen om nog bijkomende initiatieven te nemen. Milieubewegingen uitten hun twijfels bij het akkoord en noemden de doelstellingen ervan te vaag.[3]
- Afrika: Er wordt een akkoord gesloten waardoor de G8-landen er zich toe verbinden om 44,7 miljard euro vrij te maken voor de bestrijding van diverse ziekten, waaronder aids, malaria en tbc in Afrika. Dit akkoord kwam er na reeds eerder gemaakte beloften van Bush en Merkel om de financiële hulp voor de bestrijding van ziekten in Afrika te verhogen[3]. Critici waaronder nobelprijwinnaar Muhammed Yunus noemen het akkoord "symptoombestrijding" en ijveren voor de ontwikkeling van een volwaardig gezondheidssysteem in Afrika.[5]
- Kosovo: Over de Kosovo-kwestie werd geen akkoord gerealiseerd, omwille van onenigheid tussen de V.S. en Europa enerzijds en Rusland anderzijds. Zowel de V.S. als de E.U. verdedigden een voorstel dat moet resulteren in de volledig onafhankelijkheid van Kosovo ten aanzien van Servië. Een dergelijk voorstel werd door Rusland echter als onaanvaardbaar beschouwd. Het land dreigde haar veto te gebruiken in de VN-veiligheidsraad om het voorstel te blokkeren.
- Rakettenschild: In de rand van de conferentie werden er gesprekken gevoerd tussen George Bush en Vladimir Poetin, over het geplande rakettenschild van de Verenigde Staten, waarvan bepaalde onderdelen in Polen en Tsjechië zouden worden. Poetin, die deze plannen als een bedreiging voor zijn land ziet, lanceerde daarom een alternatief plan, waarbij de onderdelen in kwestie niet in Europa, maar in de Azerbeidzjan geplaatst zouden worden.[6] Bush noemde het voorstel van Poetin 'interessant', de NAVO reageert echter eerder sceptisch op het voorstel.[7]
- Institutionalisering van de G8+5: Bondskanselier Angela Merkel, gastvrouw van de conferentie, kondigde de realisatie van het "Heiligendamm proces" aan. Dit proces heeft het tot stand brengen van een permanente dialoog tussen de landen van de G8 en de 5 grootste economische machten tot doel. Op deze manier wil men een einde maken aan de discussies over de mogelijke uitbreiding van de G8. Merkel verklaarde: "De doelstelling is om een samenhang tot stand te brengen van al deze landen tot één enkele groep, die de naam G8+5 zal dragen".[8]

## Protest

### Veiligheidsmaatregelen

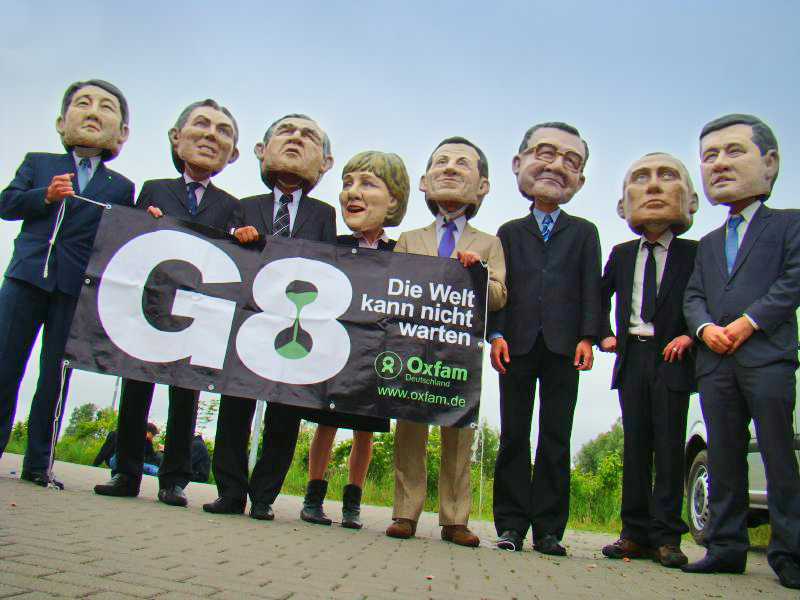
Ludiek protest tegen de topconferentie

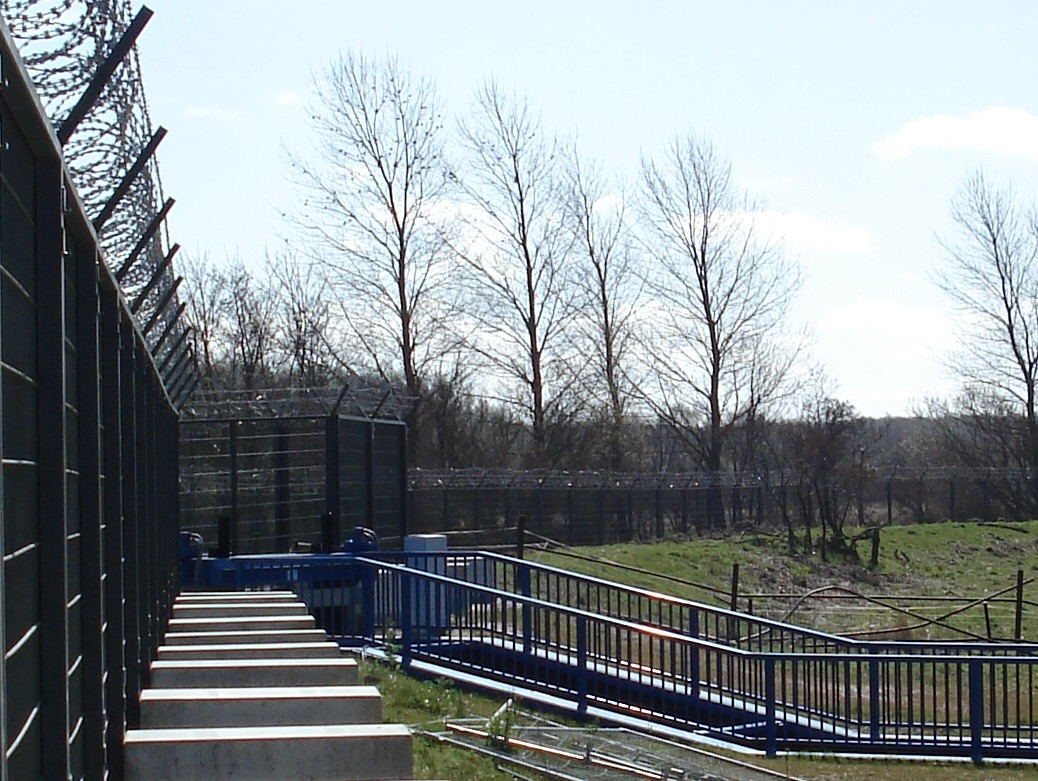
Beveiligingshek rond de locatie van de G8-top

Bij de top werd grootschalig protest van de andersglobaliseringsbeweging verwacht. Voor de gelegenheid werd de locatie van de top al maanden tevoren afgezet met een 14 km lang veiligheidshek, ter waarde van ruim € 12 miljoen. Vanwege de 'terreurdreiging' die de top volgens de Duitse overheid met zich meebracht, werden zo'n 1100 soldaten en twee Amerikaanse torpedobootjagers ingezet voor de beveiliging. De totale kosten voor de veiligheidsmaatregelen voor de topconferentie werden geraamd op 75 miljoen euro. Aanvankelijk was een demonstratieverbod afgekondigd tot enkele kilometers van het hek; dit werd eind mei door de rechtbank te Schwerin echter veranderd in 200 meter.
Begin mei werden al zo'n 40 panden op verschillende plaatsen in Duitsland binnengevallen waar voorbereidingen voor anti-G8-acties zouden plaatsvinden. Het Generalbundesanwalt heeft toegegeven dat er geen concrete dreiging was waarop gereageerd werd; de autoriteiten wilden slechts het activistische netwerk in kaart brengen.
In Nederland vond op 20 mei de 'Top van Onderop' plaats, een conferentie van activisten over 'alternatieven voor de G8'. Deze Top werd georganiseerd door het Nederlands Sociaal Forum.

### Rellen
Zoals gebruikelijk bij de G8-conferenties braken ook naar aanleiding van deze G8 zware rellen uit. Hierbij werd door een groep radicale actievoerders de tactiek van het zwarte blok toegepast. Hierbij raakten meer dan 900 mensen gewond (430 agenten en 520 betogers), van wie 80 ernstig.